# Octavio Pedroza Gaitán
César Octavio Pedroza Gaitán (San Luis Potosí, México; 20 de mayo de 1959) es un político y empresario mexicano, miembro del Partido Acción Nacional. Fue presidente municipal de San Luis Potosí de 2003 a 2006, diputado federal en la LXI Legislatura del Congreso de la Unión de 2009 a 2012 y senador de la república en la LXII y LXIII Legislatura del Congreso de la Unión de 2012 a 2018.

## Primeros años
César Octavio Pedroza Gaitán nació el 20 de mayo de 1959 en la ciudad de San Luis Potosí, México. Estudió la licenciatura en química farmacobiológica en la Universidad Autónoma de San Luis Potosí de 1976 a 1980 y la maestría en administración en la misma institución de 1984 a 1988. De 1980 a 1986 fue gerente de Chicles Canel's, de 1986 a 1989 fue director general de Dulces de la Rosa y de 1989 a 2003 fue director general de Telas Damar.

## Trayectoria política
De 1997 a 2000 fue regidor del municipio de San Luis Potosí, durante la presidencia de Alejandro Zapata Perogordo. De 2003 a 2006 fue presidente municipal de San Luis Potosí. De 2007 a 2009 fue delegado de la Secretaría del Trabajo y Previsión Social en el estado de San Luis Potosí.
En las elecciones federales de 2009 fue electo como diputado federal en representación del distrito 5 de San Luis Potosí, con sede en la ciudad de San Luis Potosí. Ejerció el cargo en la LXI Legislatura del Congreso de la Unión del 1 de septiembre de 2009 al 31 de agosto de 2012. Dentro del congreso fue presidente de la comisión de fortalecimiento del federalismo.
En las elecciones federales de 2012 fue electo como senador de mayoría relativa por el estado de San Luis Potosí junto a Sonia Mendoza Díaz. Ejerció el cargo en la LXII y la LXIII Legislatura del Congreso de la Unión del 1 de septiembre de 2012 al 31 de agosto de 2018. Dentro del congreso fue presidente de la comisión de desarrollo municipal y secretario de la comisión de relaciones exteriores con Europa.

## Candidato a gobernador
Fue candidato a la gubernatura de San Luis Potosí en las elecciones estatales de 2021 por la coalición «Sí por San Luis Potosí», integrada por el Partido Acción Nacional (PAN), el Partido Revolucionario Institucional (PRI), el Partido de la Revolución Democrática (PRD) y el Partido Conciencia Popular (PCP). En los comicios obtuvo el segundo lugar, con 400 273 votos emitidos a su favor, equivalentes al 32% de los sufragios.